# キラキラ100%
『キラキラ100%』（キラキラひゃくパーセント）は、水沢めぐみによる日本の少女漫画。

## 概要
『Cookie』（集英社）において、2003年5月号から2010年7月号まで不定期連載された。
各話（タイトル）に必ず前編と後編があり、これを2か月連続で掲載した。おおむね3か月間のインターバルを置いて、次回タイトル前後編を2か月連続で掲載…という方式であった。ただし例外もあり、最終話「キラキラ200%」のみ2010年5月号から7月号まで3回連続で掲載された。
各回のタイトルは「ドキドキ120%」「幸せ98%」「水分30%」といったように、すべて「〜〜何%」という形になっている。ちなみに第4巻は、水沢の通算50冊目の単行本となった。

## あらすじ
地味で目立たない女子高生だった品川みくは、クラスメイトの渋谷悠介のことが大好きなのだが、自分に自信がなく、なかなか告白できない。しかしおしゃれに目覚めて可愛くなり、渋谷とも恋人になる。しかし恋人と付き合うというのは楽しいことばかりではなく、ニキビやダイエットのことで悩んだり、やきもちを焼いたり、誤解やすれ違いを繰り返しながらもお互いに成長していく。

## 登場人物
登場人物の名字は主に東京のJR山手線の駅名から。
また、その関連人物は乗り換え路線の駅名より取られている。

### 主要人物
品川みく（しながわ みく）
本作の主人公。連載開始時で高校2年生。誕生日は11月3日。血液型はA型。太陽星座は蠍座。月星座も蠍座。通っている高校は山ノ手高校。
同じクラスの渋谷に憧れていたのだが、消極的で外見が地味な自分に自信が持てず、話す事すらできなかった。しかし、渋谷と祐天寺と掃除当番が一緒になった時に祐天寺が彼女の想いを渋谷にバラしてしまう。嫌がられると思ったが、渋谷はOKを出し付き合う事に。
けれど、渋谷と親しいクラスメイトから嫌がらせを受け、自ら渋谷と別れを選ぶ。しかしそれを見た祐天寺が彼女に「ビューラー」を渡したことがキッカケでおしゃれに目覚める。その後、渋谷と復縁。
おしゃれに目覚めたことにより、以前よりは前向きな考えを持つようになるが、本質的な部分にあまり変化はなく、些細な事で悩む事が多く、渋谷とはすれ違いが絶えない。だが、各回によってほんの少しずつだが、彼女は積極的になり、8巻から9巻では、落ち込む場面も少なくなった。最終回では、「あたしはなんて幸せ者なんだろう。最高の高校生活をありがとう」というつい涙を流すモノローグがあった。
渋谷悠介（しぶたに ゆうすけ）
みくの同級生で、恋人。誕生日は11月11日。血液型はO型。男子バレー部に所属している。友人達からは「渋」と呼ばれている。
明るく気取らない性格で、クラスの誰からも好かれており、女子からの人気も高い（みくと付き合う前まで麻美にも好意を寄せられていた）。祐天寺からみくの想いを告げられた時は「告白」されること自体が初体験で、よく理解せず承諾してしまったが、おしゃれに目覚めたみくを見て今度は自分から告白し、付き合うことに。
みくをとても大切にしているが、直情的な面があり、そのためにみくを傷付ける事もしばしば。見栄っ張りな所や調子が良い所があり、それが誤解やすれ違いの原因になる事も。最終回では、みくに指輪を渡した。
名字は渋谷駅からだが読みが「しぶたに」なのは作者曰く「イマイチおしゃれになりきれない感じ」にするため。

### 同級生
祐天寺恒（ゆうてんじ わたる）
みくの同級生。母親がエステサロンのオーナーで、その影響か男子にもかかわらずおしゃれについての知識が人一倍豊富。どこか不良のようなイメージがあり、クラスでも友人がいるようには見えないが、みくにはおしゃれのアドバイスをするなど根は優しく、みくの良き理解者。みくに恋愛感情があるかは不明。
名字は渋谷駅乗り換え、東急東横線の祐天寺駅。
五反田景子（ごたんだ けいこ）
みくの同級生で親友。あだ名は「ごっちん」。みくとは違い、おしゃれにも恋愛にも興味がないが、みくには頼りにされる。みくがおしゃれに目覚めた時、「みくをおしゃれに取られてしまうんじゃないか」という嫉妬から、彼女にきつく当たった事もあった。盆踊りにこだわりがあるらしく、DVD鑑賞が趣味。両親がイベント好きである。
田町はるか（たまち はるか）
みくと五反田の友人で、2人よりやや長身。あだ名は「たまちゃん」。学校での昼食などは2人と一緒に食べる。五反田とは違い、みくと2人きりでの交流場面は無く、喋っている場面も無い。でも、作文を読むとよく喋る。
目白麻美（めじろ あさみ）
みくのクラスメイト。美人でスタイルも良く、性格も良いおしゃれな女の子。以前は渋谷に片思いしていたが、その後は大学生と付き合っている。
大塚香里（おおつか かおり）
みくのクラスメイト。明るく活発的な子。麻美の親友で、みくの友人。みくにおしゃれのアドバイスをしてくれる。
塾で知り合った他校の男子生徒と付き合っている。
恵比寿容子（えびす ようこ）
みくの同級生。隣のクラス。渋谷とは同じ委員会や部活で仲も良い。幼い頃に父親を亡くし、働く母親に代わって家事をしたり弟や妹の面倒も見たりしており、またコンビニでアルバイトもしている。昼食は毎日自分の手作り弁当。男子からの評判も良い。成績も優秀。ただ、渋谷がみくに内緒でアルバイトをしていた時に責められた渋谷をかばったり、隣に彼女がいるにもかかわらずバレーの試合を見に行きたいと言うなど、少し空気が読めない場面が見受けられる。渋谷との接点の多さ、仲の良さに加えて渋谷が彼女を褒める発言が多い為、みくからは嫉妬されている。だが、最終回では、みくと打ち解けられて和解をした。
大崎（おおさき）
みくのクラスメイト。ギャル。渋谷とも仲が良い。みくが変身前、渋谷と付き合っていることに納得が行かず、友人と3人でみくを責めたことがある。みくが変身後も祐天寺と一緒にいた時に渋谷に密告したり、夏祭りの時に祐天寺と2人でいる所を写メで撮って渋谷に送るなど、事あるごとにみくをからかったりしている。渋谷の事を好きなのかは不明。家は弁当屋。
板橋（いたばし）
みくのクラスメイトで大崎と同じくギャルグループに属する。
名字は大崎駅乗り換え、埼京線の板橋駅（9巻のおまけのページより）
上野文香（うえの　ふみか）
みくのクラスメイト。眼鏡をかけたまじめグループの女の子。3年に進級した時は渋谷と共にクラス委員になる。オーケストラ部所属。
駒込望（こまごめ　のぞみ）
みくのクラスメイト。愛称は「のんちゃん」。文香と同じくまじめグループの女の子。高校在学中に1年間、海外に留学した。クマが好きである。
名前は本編では未登場だが9巻のおまけページで判明。
高津（たかつ）・田奈（たな）・長津田（ながつだ）
渋谷の友人。渋谷を合コンにさそったり、渋谷家に渋谷とみくが二人でいる所に乱入してきたり、なかなかトラブルメーカーな友人達である。特に田奈は、彼女がいるにもかかわらず、修学旅行中に他の女生徒とキスをするなど、問題が多い。
名字はそれぞれ渋谷駅乗り換え、東急田園都市線の駅より

### 学校関連
代々木マキ（よよぎ マキ）
連載開始時はみくと同じ学校で1学年上。男子バレー部の元マネージャー。渋谷のファーストキスの相手。渋谷を「渋やん」と呼ぶ。
一見派手で恋愛経験豊富に見えるが、本当は一途で、家庭教師に恋をしている。その家庭教師はマキの姉と付き合っている。
神田涼（かんだりょう）
みくの後輩。みくが新入生歓迎会の委員長を務めた際に登場。金髪で明るい少年。一見チャラそうに見えるが、過去のみくの写真を見て「昔のみく先輩も可愛い」と発言するなど、根は優しい。その後も、みくに良くなついて、渋谷が嫉妬する原因にもなっている。

### バイト先
6巻でみくがアルバイトをする事になったハンバーガーショップのスタッフ達。
名字はそれぞれ品川駅乗り換え京急本線の駅より。
子安（こやす）
みくのバイト先「フレッシュバーガー東町店」の店長。
杉田美晴（すぎた　みはる）
みくのバイト仲間。通称「ミハル」
気さくでギャル風の口調。ミスも多くいい加減に見えるが、オーダーで失敗した時は客をドアの外まで出て見送ったり幼い子供にも一人の客として接するなど、仕事には真面目に取り組む姿勢を見せる。
バイトの目的は母親と二人暮らしで家計を支える為だったり、合コンによく参加するのも、浮気癖がひどくて家を出て行った父親の影響から男を見る目を養う為だったりと、軽そうに見えて実はしっかりしている面を持つ。
戸部直美（とべ　なおみ）
みくのバイト仲間の一人。通称「ナオ」
ブランド物が大好きでそれらを買うためにバイトをしている。
堀ノ内仁（ほりのうち　じん）
みくのバイト仲間の男子校生。通称「ジン」
バイトのメンバーの中ほとんど厨房で調理を担当しており腕も良い。
ポーカーフェイスで黙々と作業をしている。実は物がきちんと整っていないと気になってしまう神経質な性格。
バイトする理由はDVDデッキを買うため。

### 家族・その他
品川卓（しながわ たく）
みくの弟。連載開始時で中学2年生。
祐天寺亜也子（ゆうてんじ あやこ）
祐天寺の母親。エステサロンのオーナー。46歳だがとても若く見えてスタイルも良い（祐天寺曰く「職業柄」）
みくがニキビが治らず悩んでいた時に相談に乗った。後にメイクのアドバイスもしている。
みくに対して「素直で可愛い」「まっさらで磨きがいがある」と評価している。
六浦舞花（むつうら　まいか）
卓のクラスメイト。かつてのみくの様に地味系でおとなしい性格で、容姿のことに悩み高校に進学したくないと思っていたが、みくの話を聞き、前向きになった。高校デビューしようという意欲を持つ様になる。みくから魔法のビューラーをプレゼントされる。
西日暮里輝（にしにっぽり　あきら）
番外編「キラキラ101％」の主人公。京浜大学1年生でみくの親友。愛称はアッキー。しっかりもので美人で身長も高く、みくとは正反対に見えるが、一度も異性と付き合ったことがないなど、実は内面は繊細である。コーヒーショップでアルバイトをしており、その常連客の祐天寺に恋心を抱く。

## 書誌情報
水沢めぐみ 『キラキラ100%』 〈集英社・りぼんマスコットコミックスクッキー〉 全9巻
1. 2003年12月15日発売 ISBN 978-4-08-856512-5
  - 「キラキラ100%」（2003年5月号・6月号）、「ドキドキ120%」（2003年10月号・11月号）
2. 2004年10月15日発売 ISBN 978-4-08-856568-2
  - 「幸せ98%」（2004年3月号・4月号）、「ショック!! 27%!!」（2004年8月号・9月号）
3. 2005年07月15日発売 ISBN 978-4-08-856626-9
  - 「相性X%」（2005年1月号・2月号）、「隠し味80%」（2005年6月号・7月号）
4. 2006年11月15日発売 ISBN 978-4-08-856717-4
  - 「水分30%」（2006年4月号・5月号）、「笑顔70%」（2006年9月号・10月号）
5. 2007年10月20日発売、ISBN 978-4-08-856783-9
  - 「コットン100%」（2007年2月号・3月号）、「不思議50%」（2007年6月号・7月号）、「キラキラ プチポエム」（描き下ろし）
6. 2008年08月17日発売 ISBN 978-4-08-856837-9
  - 「自己資金10%」（2007年12月号・2008年1月号）、「すっぴん95%」（2008年5月号・6月号）、「キラキラ プチポエム」（描き下ろし）
7. 2009年06月20日発売 ISBN 978-4-08-856896-6
  - 「友情60%」（2008年9月号・10月号）、「自由行動33%+α」（2009年1月号・5月号）、「キラキラ プチポエム」（描き下ろし）
8. 2010年04月20日発売 ISBN 978-4-08-867051-5
  - 「リラックス150%」（2009年10月号・11月号）、「合格率40%」（2010年2月号・3月号）、「キラキラ プチポエム」（描き下ろし）
9. 2011年02月15日発売 ISBN 978-4-08-867102-4
  - 「キラキラ200%」（2010年5月号・6月号・7月号）、「キラキラ101%」（2010年11月号）、「キラキラ プチポエム」（描き下ろし）、「おまけのページ」（描き下ろし）